# Diadelia nervosa
Diadelia nervosa är en skalbaggsart som först beskrevs av Leon Fairmaire 1871.  Diadelia nervosa ingår i släktet Diadelia och familjen långhorningar. Inga underarter finns listade i Catalogue of Life.